# Айгнер, Штефан
Ште́фан А́йгнер (нем. Stefan Aigner; род. 20 августа 1987, Мюнхен, ФРГ) — немецкий футболист, полузащитник клуба «Оттерфинг».

## Карьера
Айгнер начал играть в футбол в 1991 году в родном городе, в футбольной академии клуба «Мюнхен 1860». До 2006 года он прошёл там все возрастные группы. После окончания академии он покинул клуб и перешёл в «Ваккер» из другого баварского города, Бургхаузена.
Там Айгнер в первом же туре сезона провёл свою первую игру на профессиональном уровне. Это была выездная игра «Ваккерa» против «Карлсруэ». Всего в сезоне 2006/07 он вышел на поле 28 раз и забил 5 мячей. Помимо этого он трижды сыграл в Кубке Германии, забив один гол.
После вылета «Ваккерa» из Второй Бундеслиги Айгнер летом 2007 перебрался в Билефельд, в «Арминию». Сначала он играл там за вторую команду. 14 сентября 2008 он дебютировал за «Арминию» в Бундеслиге в игре против «Бохума». До зимнего перерыва его выпускали на замену 5 раз, в сумме это составило всего 33 минуты игрового времени.
В январе 2009 Штефан вернулся в родной город и присоединился ко «львам». В сезоне 2009/10 он стал со своими 8 мячами одним из лучших бомбардиров команды. По окончании сезона он был выбран болельщиками «1860» лучшим игроком.
В августе 2010 года молодым полузащитником интересовался «Штутгарт», но тот предпочёл остаться в Мюнхене. Несколько игр в первой половине сезона 2010/11 Айгнер пропустил из-за травмы, но во втором круге он выходил на поле во всех матчах. Всего в том сезоне он провёл 27 игр за мюнхенский клуб и поучаствовал в 10 забитых мячах. До зимней паузы в сезоне 2011/12 он участвовал во всех официальных играх, кроме одной, забив при этом 7 раз и отдав столько же голевых передач.
Контракт игрока со «львами» истекал летом 2012, и Айгнер решил не продлевать его. В марте стало известно, что по окончании сезона 11/12 полузащитник перейдёт во франкфуртский «Айнтрахт», с которым он подписал трёхлетний контракт.
Летом 2016 года вернулся в «Мюнхен 1860», подписав контракт до 2020 года.
27 июля 2017 года Айгнер перешёл в клуб MLS «Колорадо Рэпидз», подписав контракт на 3,5 года. За «Рэпидз» дебютировал 2 сентября 2017 года в матче против «Лос-Анджелес Гэлакси». 30 сентября 2017 года в матче против «Монреаль Импакт» забил свой первый гол за «Рэпидз». 8 июня 2018 года Айгнер и «Колорадо Рэпидз» расторгли контракт по взаимному согласию сторон.
18 июня 2018 года Айгнер подписал контракт с клубом Третьей лиги Германии «Юрдинген» сроком до 2021 года.
1 сентября 2019 года Айгнер перешёл в «Веен Висбаден», подписав контракт до 30 июня 2020 года. 12 июля 2020 года игрок подписал с клубом новый однолетний контракт.